# Boylston Street
Boylston Street è un'importante strada della città di Boston, nel Massachusetts (Stati Uniti d'America).

## Storia
Durante il Settecento, Boylston Street era una breve strada della periferia di Boston e prendeva dapprima il nome di Frogg Lane e, successivamente, quello di Commons Street. Successivamente, durante il secolo successivo, la strada venne dedicata al filantropo Ward Boylston (1747-1828), che donò ingenti somme di denaro all'Università di Harvard e da cui proviene il nome della stessa città di Boston.
Il 15 aprile 2013, Boylston Street fu lo scenario di un attentato verificatosi durante la tradizionale maratona di Boston. In tale circostanza persero la vita tre persone e ne rimasero ferite almeno 264. In seguito fu eretto un monumento sul luogo dell'attacco terroristico.

## Descrizione
Boylston Street è un'arteria est-ovest che parte dall'incrocio tra Park Drive e Brookline Avenue, nel quartiere di Fenway–Kenmore, e presenta inizialmente diverse corsie. La strada fiancheggia diversi edifici e lo stadio di Fenway Park per poi confinare a nord con l'area naturale di Back Bay Fens e avvicinarsi a Storrow Drive/Commonwealth Avenue. Proseguendo a ovest e superato il confine con il Fenway Park, Boylston Street si addentra nel quartiere di Back Bay, dove diventa una grande arteria commerciale comprendente tre corsie di traffico in direzione est, e dove costituisce i confini settentrionali di Copley Square e quelli meridionali del Boston Public Garden. In seguito, Boylston Street diventa una strada a doppio senso che costituisce un confine di Boston Common assieme a Charles Street e Tremont Street. Successivamente, Boylston Street torna a trasportare il traffico a senso unico verso est prima di terminare a Washington Street nel centro della città, dove si collega a Essex Street.

## Luoghi d'interesse
- 500 Boylston Street
- 941–955 Boylston Street
- Back Bay Fens
- Berklee College of Music
- Boston Public Library
- Copley Square
- Emerson College
- Hynes Convention Center
- Massachusetts Historical Society
- Old South Church
- Saint Clement Eucharistic Shrine
- Saint Francis House
- Steinert Hall
- Trinity Church